# なら845
『なら845』（ならはちよんご）は、NHK奈良放送局の総合テレビで放送されていた奈良県向けの『NHKニュース』のローカルニュース番組である。2006年4月から2020年9月25日まで放送されていた。

## 概要
- 大阪局ではこの時間に『ニュース845〜関西のニュースと気象情報〜』を放送しているが、奈良局では平日に差し替える形で放送している。祝日は関西他府県とともに休止となり、20:55から『関西のニュース・気象情報』をネットする。
- 番組ではその日の奈良県内ニュースに加え、関西の主なニュースも数項目程度放送する。また、夕方の『ならナビ』の特集コーナーが再放送（使い回し）される場合がある。
- タイトルCGは、『関西845』→『ニュース845〜関西のニュースと気象情報〜』のものを流用・修正したもの。2015年3月30日から、タイトルロゴが『ならニュース845』と変更されているが、EPG・新聞では従前の『なら845』のまま。2016年度からBGMを独自の物に変更した。
- 2020年9月28日の新局舎移転に合わせてタイトルを『ならナビ845』に改題した。

## 放送時間
- 月曜日 - 金曜日 20:45 - 21:00（JST）
- 祝日・年末年始やオリンピック期間中は休止し、21:00前ごろに大阪から『関西のニュース・気象情報』を5 - 10分間放送している（12月31日を除く）。
- 2018年4月以降、通常の平日編成日であっても、夕方の『ならナビ』が休止または時間短縮となる日の本番組は休止となり、代替として大阪から『ニュース845〜関西のニュースと気象情報〜』を臨時ネットする。

## キャスター
- NHK奈良放送局に配属しているアナウンサーが担当。